# Göran Widenfelt
Göran Widenfelt (Göran Fredrik Widenfelt; * 13. August 1928 in Göteborg; † 9. März 1985 in Gävle) war ein schwedischer Zehnkämpfer und Hochspringer.
Bei den Olympischen Spielen 1948 in London wurde er Neunter im Hochsprung.
Im Zehnkampf wurde er Vierter bei den Leichtathletik-Europameisterschaften 1950 in Brüssel und Sechster bei den Olympischen Spielen 1952 in Helsinki.
1950 und 1952 wurde er Schwedischer Meister im Zehnkampf.

## Persönliche Bestleistungen
- Hochsprung: 1,981 m, 19. Mai 1951, Pullman
- Zehnkampf: 7186 Punkte, 29. Juni 1952, Göteborg